# Manny Coto
Manny Coto (Havana, 10 de junho de 1961 – Pasadena, 9 de julho de 2023) foi um roteirista, produtor de televisão e diretor norte-americano, mais conhecido por seu trabalho na quarta e última temporada de Star Trek: Enterprise e na série 24.

## Carreira
Coto nasceu em 10 de junho de 1961 em Havana. Formou-se no American Film Institute. Pouco tempo depois, escreveu e dirigiu um episódio de Tales from the Crypt, posteriormente escrevendo um para The Outer Limits. Então dirigiu os filmes Cover-Up e Dr. Giggles. Depois do cancelamento de The Outer Limits, a Showtime lhe deu a oportunidade de criar uma nova série. O programa resultante, Odyssey 5, durou apenas uma temporada.
Coto, um grande fã de Star Trek desde a infância, foi trazido para a equipe de roteiristas de Star Trek: Enterprise em sua terceira temporada, escrevendo  cinco episódios. Os criadores e showrunners do programa, Rick Berman e Brannon Braga, ficaram tão impressionados por seu trabalho e sua paixão pelo Star Trek original que eles o promoveram a produtor executivo e novo showrunner para a quarta temporada.
Apesar de Enterprise ter sido cancelada ao final da quarta temporada, Coto conseguiu fazê-la cumprir seu objetivo e propósito inicial: o de ser uma prequela para a série original, explorando as mitologias do universo e explicando alguns pontos que sempre geraram dúvidas ou curiosidades entre os fãs.
Depois de Enterprise, Coto se juntou a equipe de produção da série 24 em sua quinta temporada. Ele venceu um Primetime Emmy Award em 2006 por Melhor Série Dramática pela mesma quinta temporada. Continuou no programa até o final de sua exibição, trabalhando como produtor executivo e roteirista.
Coto morreu em 9 de julho de 2023, aos 62 anos. De acordo com um comunicado de sua família, ele morreu em sua casa em Pasadena, cidade da Califórnia, após uma batalha de 13 meses contra um câncer no pâncreas. Pasadena.